# Boyd (Wisconsin)
Boyd és una població dels Estats Units a l'estat de Wisconsin. Segons el cens del 2000 tenia 680 habitants.

## Demografia
Segons el cens del 2000, Boyd tenia 680 habitants, 274 habitatges, i 178 famílies. La densitat de població era de 141,9 habitants per km².
Dels 274 habitatges en un 33,6% hi vivien nens de menys de 18 anys, en un 54,7% hi vivien parelles casades, en un 7,7% dones solteres, i en un 34,7% no eren unitats familiars. En el 27,4% dels habitatges hi vivien persones soles el 14,6% de les quals corresponia a persones de 65 anys o més que vivien soles. El nombre mitjà de persones vivint en cada habitatge era de 2,48 i el nombre mitjà de persones que vivien en cada família era de 3,09.
Per edats la població es repartia de la següent manera: un 27,8% tenia menys de 18 anys, un 6% entre 18 i 24, un 28,8% entre 25 i 44, un 20,1% de 45 a 60 i un 17,2% 65 anys o més.
L'edat mediana era de 37 anys. Per cada 100 dones de 18 o més anys hi havia 95,6 homes.
La renda mediana per habitatge era de 37.250 $ i la renda mediana per família de 46.875 $. Els homes tenien una renda mediana de 27.273 $ mentre que les dones 19.732 $. La renda per capita de la població era de 15.738 $. Aproximadament el 2,8% de les famílies i el 4,7% de la població estaven per davall del llindar de pobresa.

## Poblacions més properes
El següent diagrama mostra les poblacions més properes.